# メディアアート
ニューメディアアート、メディアアート（New media art, media art）は、20世紀中盤より広く知られるようになった、芸術表現に新しい技術的発明を利用する、もしくは新たな技術的発明によって生み出される芸術の総称的な用語である。特に、ビデオやコンピュータ技術をはじめとする新技術に触発され生まれた美術であり、またこういった新技術の使用を積極的に志向する美術である。この用語は、その生み出す作品（伝統的な絵画や彫刻など、古い媒体（メディア）を用いたアートと異なる新しい媒体（ニューメディア）を使う作品群）によってそれ自身を定義している。
ニューメディアアートは、電気通信技術、マスメディア、作品自体が含むデジタル形式の情報運搬方法といったものから生まれ、その制作はコンセプチュアル・アートからインターネットアート、パフォーマンスアート、インスタレーションといった範囲に及ぶ。

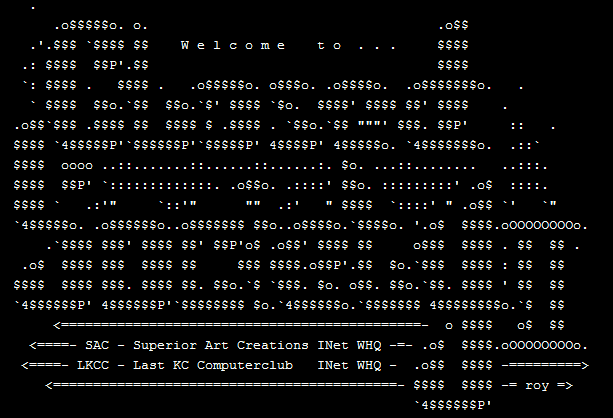
Newskool ASCII 「Closed Society II」という文字が入ったスクリーンショット

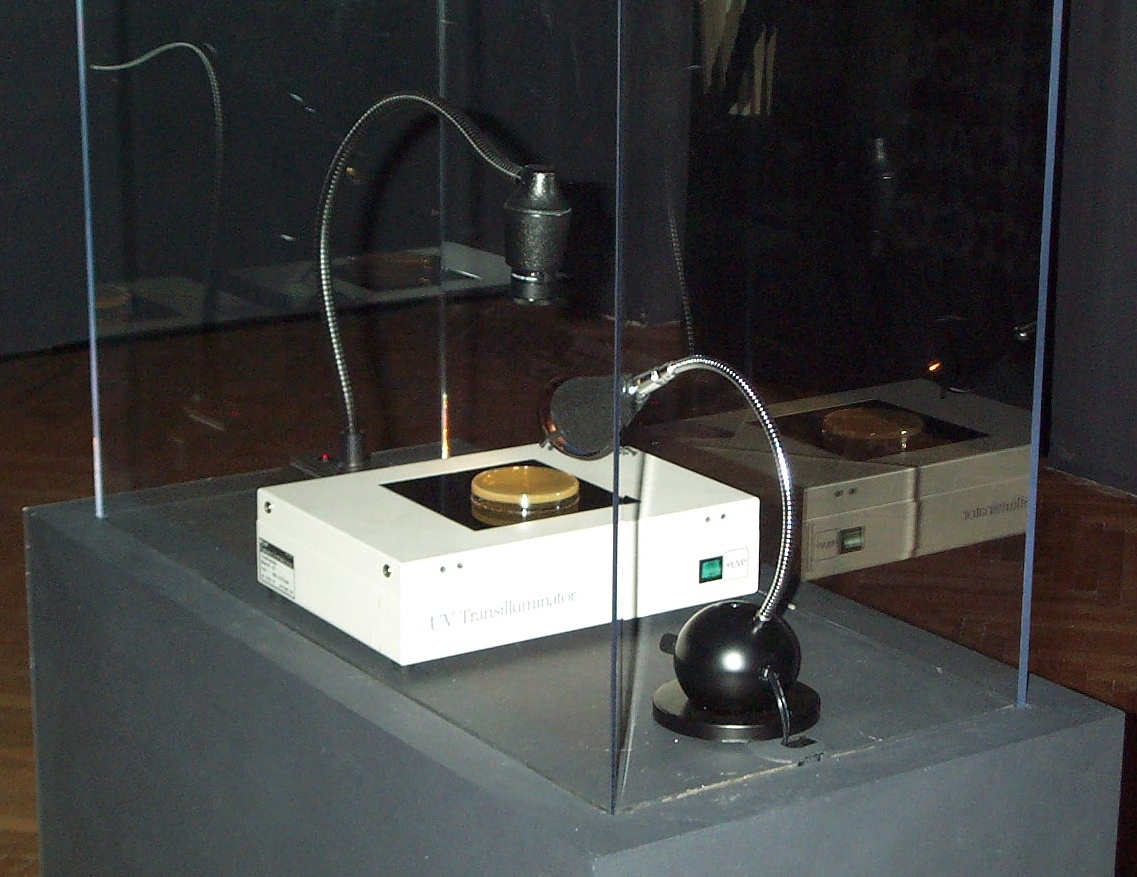
エドワルド・カックインスタレーション「ジェネシス」（ アルス・エレクトロニカ 1999）

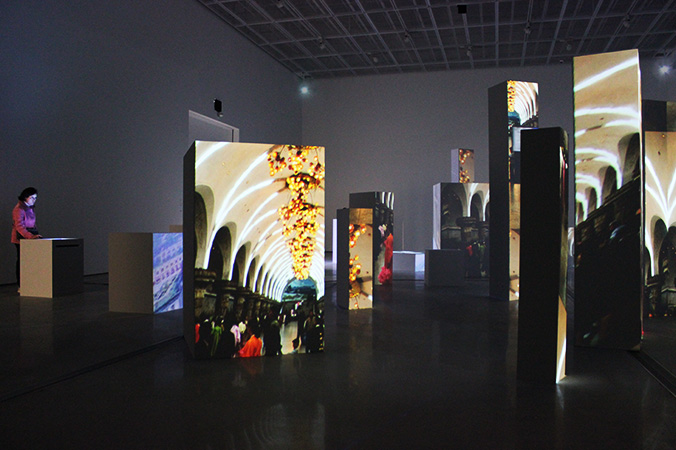
マーク・リー「10.000 moving cities」（2013） 国立現代美術館 (韓国)

## 歴史と概要
ニューメディアアートの起源は、ゾエトロープ(1834年）、プラキシノスコープ、(1877年)、エドワード・マイブリッジのズープラキシスコープ（1879年）など19世紀後期の写真発明の変革までさかのぼることが出来る。また、マウリッツィオ・ボロニーニは、コミュニケーション技術と電子民主主義の新しい対話として、CIMやICBなどの作品を発表した。1960年代に映画の歴史から分岐し、ナム・ジュン・パイクの実験的なビデオアートやフルクサスのマルチメディア作品、パフォーマンス作品などが生み出された。より近年のニューメディアという用語は、デジタルアートと密接に連携させられ、コンピュータベースの芸術制作の理論と歴史に収斂することとなった。
ニューメディアアートにおける重要な影響の源はハイパーテキスト、データベースそしてネットワークなどをめぐる理論の発達である。これらの事象における重要な思想家はヴァネヴァー・ブッシュとテッド・ネルソンであり、両者はホルヘ・ルイス・ボルヘス、イタロ・カルヴィーノ、フリオ・コルタサル、ダグラス・クーパーらの文学作品から重要な貢献を受けた。これらのテクノロジーの原理は物語性（narrative）と非物語性をめぐる芸術思想・制作の分野において特に革命的であり、非直線的でインタラクティブなストーリー（narratives）の芸術作品が爆発的に生み出されるきっかけになった。
初期のニューメディアアートの伝達媒体として利用された技術、つまりフィルム、カセットテープ、ブラウザ、ソフトウェアそしてオペレーティングシステムは時代遅れとなっており、ニューメディアアートは、同時代の作品をいかに時間を超えて保存・修復を行なうか、という深刻な問題を抱えている。
既知の保存方法は、古いメディアから新しいメディアへの変換やメディアのデジタルアーカイブ、そして、古い時代のソフトウェアやオペレーションシステム環境に依存したアートワークを保存するためのエミュレータの使用などが含まれる。
アカデミズムの分野では、電子技術、映像技術やロボティックス、ヒューマンインタフェイス（ヒューマンマシンインターフェース）、バーチャルリアリティ技術の研究者たちがその応用の可能性としてメディアアーティストと共同制作を行ったり、メディアアーティスト自身が技術を習得・駆使して自らのアイディアを具現化するなど特に盛んになった。1990年代中盤からはインターネットの爆発的な普及をうけて、リアルタイムコンピュータグラフィックス、ネットワーク、社会学などを専門にする人々も、アーティストらとともに「新しいメディア」をフィールドとしたアートワークを具現化してきた。

## 日本におけるメディアアート
ヨーロッパは階級社会文化の名残でメインカルチャーとサブカルチャーの差別が根強く存在している。一方、日本におけるメディアアートの発展は特徴的で、商業分野において、後にオタクと呼ばれる人々が中心となって確立し、20世紀後半から特に商業芸術、デザイナー、プランナーなどにより映像作品やコンピュータゲーム、電子玩具といった姿での実現が行われた。他の絵画や写真といったファインアートと比較して、商業化・産業化されており、オタク業界に属するか隣接する商業作品のクリエイターの知名度は高く、有名フリーゲームや動画共有サイトのクリエイターといったインディーズ分野も局所的知名度を持つことがある一方、現代アートやハイテク研究などアカデミズムの立場がむしろ傍流となりがちである。
その様相が「media art」と異なってきたことから、「メディア芸術」という新概念が作られた。
日本国内にはメディア芸術に関連したコンペティションや学会が多い。世界的なコンペティションとしては1985年（昭和60年）に国際科学技術博覧会、2001年（平成13年）にインターネット博覧会、1997年（平成9年）から2022年（令和4年）まで文化庁メディア芸術祭が開催された。他にも国際学生対抗バーチャルリアリティコンテスト、国内のテレビ番組ではデジタルスタジアム、その他国内の美術館や自治体、学会をスポンサーにした公募展が数多く開催された。展示施設も、NTTインターコミュニケーションセンター、山口情報芸術センター、東京都写真美術館、日本科学未来館などそれらの要素を多く取り入れた活動を行っている美術館・博物館も少なくない。
2009年（平成21年）には、展示、資料収集・保管、調査研究などの拠点機能を持つ施設として「国立メディア芸術総合センター」の設立準備委員会が設置され基本計画が策定された。しかし、この際にメディアアートと定義されたのは「我が国の映画、マンガ、アニメ、ゲーム等」であったため、秋葉原や池袋が生んだ文化をお台場（建設候補地）に持っていくのかという疑問も出された。なおこの施設は「国営の漫画喫茶」「税金の無駄遣い」などの批判が相次ぎ、文部科学省は同年10月2日までに同センターの建設中止を含む予算の執行停止を決定した。

### 日本の学術系クリエイター
- 岩田洋夫はロボティクス、ハプティックス、バーチャルリアリティなど機械工学を専門とする先端技術研究者であるが、メディアアートの世界的頂点であるアルス・エレクトロニカ（オーストリア・リンツ）やSIGGRAPH（米国）にて数多くの受賞、発表を行なっている。
- 岩井俊雄は「インタラクティブな映像楽器」をテーマに作品を作り続けているが、近年の子供番組におけるバーチャルキャラクタとの画像合成手法の基礎を築いたTV番組『ウゴウゴルーガ』の基本システムを開発した人物としても有名である。また岩井俊雄はコンシューマコンピュータゲームプラットフォーム向けにも「オトッキー」、「びっくりマウス」、「エレクトロプランクトン」など、インタラクティブな映像楽器の要素を強く打ち出したゲームタイトルを制作している。
- 坂根厳夫は1980年代から国内外のメディアアートの研究をし、数多くの展覧会を通してその紹介を行ってきた。近年はメディアアートを専門にする高等専門教育機関・大学院大学IAMAS（岐阜県大垣市）の学長をつとめ数多くの若手アーティストを教育するとともに、アーティスト・イン・レジデンス制度を運営し数多くの国際的なメディアアーティストを日本に招聘してきた。
- 八谷和彦は1990年代はコミュニケーションをテーマに作品を作り続けてきたメディアアート作家であるが、新しいメールコミュニケーションソフトポストペットを大きな産業にし、社会的影響を与えている。

### 日本の音楽系クリエイター
- 平沢進は早期から3DCGに着目、MV等で使用した。
- 明和電機は日本の戦後に数多く見られた電気機器製作の中小企業を模したアーティストユニットである。作風としてはあくまでアコースティックにこだわっているため、作品にコンピュータなど先端技術は露出しないが、数多くの楽器や製品を世に発表している世界に代表する日本のテクノロジーアーティストである。
- ライゾマティクス（英語版）は2010年（平成22年）に音楽ユニットのPerfumeとの共同プロジェクトPerfume LIVE @東京ドーム「1 2 3 4 5 6 7 8 9 10 11」を成功させ、メディアアートで確立された手法の1つであるプロジェクションマッピングを一般層に認知させた。

## メディアアートの例
- オーディオアート（英語版）
- コンピュータアート
- デジタルアート
- エレクトリックアート（英語版）
- ジェネレーティブアート
- ハックティヴィズム
- インタラクティブアート
- インターネットアート
- インフォメーションアート（英語版）
- メディアテクノロジーアート（英語版）
- パフォーマンスアート
- ロボティックアート（英語版）
- ソフトウェアアート
- サウンドアート（英語版）
- ビデオアート
- ビデオゲームアート（英語版）

## ニューメディア・アーティスト
- 岩井俊雄
- 柿崎順一
- 河口洋一郎
- ダムタイプ
- 八谷和彦
- 藤幡正樹
- 古川聖
- 三輪眞弘
- 岩田洋夫
- 明和電機
- 山口勝弘
- 後藤英

## 関連のある組織・活動
- ZKM
- IAMAS
- NTTインターコミュニケーションセンター
- 山口情報芸術センター
- 日本科学未来館
- 文化庁メディア芸術祭
- 東京工芸大学 - メディアアートを強みとする大学
- remo